# Luigi Milani
Luigi Milani (L'Aquila, 28 novembre 1984) è un rugbista a 15 italiano, pilone in Eccellenza con il Calvisano.

## Biografia
Aquilano di nascita, ma originario della provincia (Tornimparte) Milani crebbe nel L’Aquila con cui ha esordito nel massimo campionato italiano ed in Challange Cup.
Ha fatto parte della nazionale U21 con cui ha partecipato ai mondiali di categoria a Mendoza (Argentina) nel giugno 2005, e della Nazionale A con cui ha partecipato alla IRB Nations Cup 2006.
A 21 anni, nel 2006, fu acquistato dal Viadana, con cui vinse una Coppa Italia e una Supercoppa e giunse due volte in finale di campionato, nel 2008-09 e nel 2009-10, entrambe le volte sconfitto dal Benetton.
A seguito della nascita della franchise di Celtic League degli Aironi, di cui Viadana fu parte costituente, Milani fu inglobato nella nuova formazione; tuttavia, a causa di un infortunio al ginocchio, fu utilizzato solo per due spezzoni di partita.
In ragione di ciò gli Aironi lo hanno lasciato libero di trasferirsi e a dicembre 2010 è stato ingaggiato dal Rovigo, con cui ha giocato in Eccellenza e in Challenge Cup dal gennaio 2011.
Nel'estate del 2011 si è trasferito ai Crociati per tornare l'anno successivo a L’Aquila dove aveva iniziato a giocare a rugby. Dopo tre stagioni a L'Aquila, nel 2015, si trasferisce al Petrarca.
Nell'estate del 2016 viene ufficializzato l'ingaggio da parte del Calvisano.

## Palmarès
- Coppe Italia: 1
Viadana: 2006-07
- Supercoppe d'Italia: 1
Viadana: 2007